# Купа на България по футбол
Купата на България е български футболен трофей, чийто носител завоюва Националната купа на страната. За неговото спечелване всяка година се провежда турнир, в който право да участват имат всички футболни клубове членуващи в БФС.
Турнирът се провежда от сезон 1980/81 г., отначало като второстепенен турнир. Първият турнир (1980/81) е единственият, в който не се играят полуфинали и финал – победителят е определен след финален турнир между 4 отбора. От 1983 г. турнирът става първостепенен и има статут на турнир за националната купа. От 1983 г. до 1998 г. вкл., победителят (или финалистът) участва в европейския турнир за КНК. От 1999 г. победителят/финалистът участва в турнира за Купата на УЕФА (с нов формат и ново име от сезон 2009/10 - Лига Европа). От 2021 г. носителят на купата играе в Лига на конференциите.
До 1990 г. официалното име на турнира е Купа на Народна република България и в него участват само отборите от А и Б група. От 1997 г. до 2011 турнирът за купата на България е спонсориран и носи името на автомобилния производител Форд и неговия официален представител в България Мото-Пфое.. От сезон 2011/2012 спонсор е Корпоративна търговска банка. След фалита на КТБ, през сезон 2014/2015 името на турнира става Купа „България“.
Най-много победи в турнира имат Левски (София) (27) и ЦСКА (София) (21). 

## Регламент
Турнирът за купата на България се организира и провежда от Професионалната футболна лига. В него имат право на участие мъжките отбори на всички официално регистрирани футболни клубове от страната, които писмено са заявили участието си. Турнирът се провежда в две фази.

### Предварителна фаза
В предварителната фаза участват всички желаещи футболни клубове с аматьорски статут от четирите В групи и областните групи. Фазата излъчва четири отбора, определени чрез кръгове на пряка елиминация. Те преминават в следващата фаза на турнира.

### Финална фаза
Във финалната фаза участват излъчените от предварителната фаза 4 аматьорски отбора, 28 представители на двете Б групи и 16 отбора от А групи или всичко 48 отбора. Финалната фаза на турнира се провежда в 6 етапа, разделени в 7 кръга. В етапи от I до V важат правилата: победителите се излъчват по системата на отстраняване в една среща, неин домакин е отборът, който играе в по-долна група, при 2 отбора от една и съща група се тегли жребий за домакинството.
- I етап, 1 кръг: Излъчените от предварителната фаза 4 отбора и 28-те отбора от двете Б футболни групи чрез пълен жребий определят 16-те двойки отбори, излъчващи победителите, продължаващи във втория етап.
- II етап, 2 кръг: Класиралите се от I етап 16 отбора и 16-те отбора от А футболна група чрез пълен жребий определят 16-те двойки отбори. Победителите излъчват 16 отбора, продължаващи в третия етап.
- III етап, 3 кръг (1/8-финали): Класиралите се от II етап 16 отбора чрез пълен жребий определят осемте двойки отбори, които излъчват 8 отбора, продължаващи в 4 етап.
- IV етап, 4 кръг (1/4 финал): Класираните от III етап 8 отбора чрез пълен жребий определят четирите двойки, които излъчват 4 отбора, продължаващи в V етап.
- V етап, 5 кръг и 6 кръг (1/2 финали): Класираните от IV етап 4 /четири/ отбора чрез пълен жребий определят двете двойки, които излъчват двата отбора-финалисти. Победителят от първата полуфинална среща, изтеглена след жребий, е символичен домакин на финала.
- VI етап, 7 кръг (финал): Двата отбора-победители от полуфиналите във финална среща излъчват носителя на купата на България. Финалната среща се играе на предварително определен стадион домакин. Символичен домакин на финала е победителят в полуфиналната среща номер 1. Победителят във финалната среща се обявява за носител на купата на България. Той придобива правото да представя страната в европейския турнир Лига на Конференциите . Ако носителят на купата е и шампион на страната, за Лига на Конференциите участва клубът, класирал се на 4-то място в крайното класиране на А група. Ако отборът е участвал в по-ниска група от А, той има право да участва на плейоф за автоматично влизане в най-високата професионална лига (А група).

## Турнири за купата на България
| сезон | носител                    | втори          | трети            | четвърти       |
| ----- | -------------------------- | -------------- | ---------------- | -------------- |
| 1981  | ЦСКА „Септемврийско знаме“ | Славия (София) | Тракия (Пловдив) | Левски-Спартак |

| сезон | носител                    | резултат     | финалист                   | отпаднали на полуфиналите                         | град-домакин на финала                  |
| ----- | -------------------------- | ------------ | -------------------------- | ------------------------------------------------- | --------------------------------------- |
| 1982  | Левски-Спартак             | 4:0          | ЦСКА „Септемврийско знаме“ | Тракия (Пловдив) • Хемус (Троян)                  | София ст. „Васил Левски“                |
| 1983  | ЦСКА „Септемврийско знаме“ | 4:0          | ЖСК-Спартак (Варна)        | Левски-Спартак • Сливен                           | Пловдив ст. „9 септември“               |
| 1984  | Левски-Спартак             | 1:0          | Тракия (Пловдив)           | ЦСКА „Септемврийско знаме“ (София) • Хасково      | Кърджали ст. „Дружба“                   |
| 1985  | ЦСКА „Септемврийско знаме“ | 2:11         | Левски-Спартак             | Тракия (Пловдив) • Локомотив (Пловдив)            | София ст. „Васил Левски“                |
| 1986  | Витоша (София)             | 2:1          | ЦФКА „Средец“              | Етър (Велико Търново) • Сливен                    | София ст. „Васил Левски“                |
| 1987  | ЦФКА „Средец“              | 2:1          | Витоша (София)             | Нефтохимик (Бургас) • Локомотив (Горна Оряховица) | София ст. „Васил Левски“                |
| 1988  | ЦФКА „Средец“              | 4:1          | Витоша (София)             | Пирин (Благоевград) • Славия (София)              | София ст. „Васил Левски“                |
| 1989  | ЦФКА „Средец“              | 3:0          | Черноморец (Бургас)        | Витоша (София) • Тракия (Пловдив)                 | Плевен ст. „Слави Алексиев“             |
| 1990  | Сливен                     | 2:0          | ЦСКА (София)               | Славия (София) • Етър (Велико Търново)            | Габрово ст. „Христо Ботев“              |
| 1991  | Левски (София)             | 2:1          | Ботев (Пловдив)            | Локомотив (София) • Етър (Велико Търново)         | Велико Търново ст. „Ивайло“             |
| 1992  | Левски (София)             | 5:0          | Пирин (Благоевград)        | Ботев (Пловдив) • Локомотив (София)               | Пазарджик ст. „Георги Бенковски“        |
| 1993  | ЦСКА (София)               | 1:0          | Ботев (Пловдив)            | Левски (София) • Етър (Велико Търново)            | Благоевград ст. „Христо Ботев“          |
| 1994  | Левски (София)             | 1:0          | Пирин (Благоевград)        | Дупница • Спартак (Пловдив)                       | София ст. „Васил Левски“                |
| 1995  | Локомотив (София)          | 4:2          | Ботев (Пловдив)            | Нефтохимик (Бургас) • Монтана                     | София ст. „Васил Левски“                |
| 1996  | Славия (София)             | 4:0 сл.2     | Левски (София)             | ЦСКА (София) • Локомотив (Пловдив)                | София ст. „Васил Левски“                |
| 1997  | ЦСКА (София)               | 3:1          | Левски (София)             | Марица (Пловдив) • Пирин (Благоевград)            | София ст. „Васил Левски“                |
| 1998  | Левски (София)             | 5:0          | ЦСКА (София)               | Локомотив (София) • Литекс (Ловеч)3               | София ст. „Васил Левски“                |
| 1999  | ЦСКА (София)               | 1:0          | Литекс (Ловеч)             | Локомотив (София) • Левски (Кюстендил)            | София ст. „Българска Армия“             |
| 2000  | Левски (София)             | 2:0          | Нефтохимик (Бургас)        | Велбъжд (Кюстендил) • Черноморец (Бургас)         | Пловдив ст. „Христо Ботев“              |
| 2001  | Литекс (Ловеч)             | 1:0 прод.    | Велбъжд (Кюстендил)        | Левски (София) • Локомотив (София)                | София ст. „Локомотив“                   |
| 2002  | Левски (София)             | 3:1          | ЦСКА (София)               | Литекс (Ловеч) • Марек (Дупница)                  | София ст. „Славия“                      |
| 2003  | Левски (София)             | 2:1          | Литекс (Ловеч)             | Марек (Дупница) • ЦСКА (София)                    | София ст. „Васил Левски“                |
| 2004  | Литекс (Ловеч)             | 2:2 (6:5 д.) | ЦСКА (София)               | Локомотив (София) • Локомотив (Пловдив)           | София ст. „Васил Левски“                |
| 2005  | Левски (София)             | 2:1          | ЦСКА (София)               | Локомотив (Пловдив) • Пирин 1922 (Благоевград)    | София ст. „Васил Левски“                |
| 2006  | ЦСКА (София)               | 3:1          | Черно море (Варна)         | Нафтекс (Бургас) • Шумен 2001 (Шумен)             | София ст. „Васил Левски“                |
| 2007  | Левски (София)             | 1:0 прод.    | Литекс (Ловеч)             | Берое (Стара Загора) • Локомотив (Пловдив)        | Стара Загора ст. „Берое“                |
| 2008  | Литекс (Ловеч)             | 1:0          | Черно море (Варна)         | Калиакра (Каварна) • Ботев (Пловдив)              | София ст. „Васил Левски"                |
| 2009  | Литекс (Ловеч)             | 3:0          | Пирин Бл (Благоевград)     | Левски (София) • Миньор (Перник)                  | София ст. „Георги Аспарухов“            |
| 2010  | Берое (Стара Загора)       | 1:0          | Черноморец (Поморие)       | Чавдар (Етрополе) • Калиакра (Каварна)            | Ловеч ст. „Ловеч“                       |
| 2011  | ЦСКА (София)               | 1:0          | Славия (София)             | Пирин Благоевград • Литекс (Ловеч)                | София ст. „Васил Левски"                |
| 2012  | Лудогорец (Разград)        | 2:1          | Локомотив (Пловдив)        | Септември (Симитли) • Литекс (Ловеч)              | Бургас Стадион „Лазур“                  |
| 2013  | Берое (Стара Загора)       | 3:3 (6:4 д.) | Левски (София)             | Локомотив (София) • Славия (София)                | Ловеч Градски стадион (Ловеч)           |
| 2014  | Лудогорец (Разград)        | 1:0          | Ботев (Пловдив)            | Локомотив (София) • Локомотив (Пловдив)           | Бургас Стадион „Лазур“                  |
| 2015  | Черно море (Варна)         | 2:1 прод.    | Левски (София)             | Лудогорец (Разград) • Локомотив (Пловдив)         | Бургас Стадион „Лазур“                  |
| 2016  | ЦСКА (София)               | 1:0          | Монтана                    | Литекс (Ловеч) • Берое (Стара Загора)             | София Национален стадион „Васил Левски“ |
| 2017  | Ботев (Пловдив)            | 2:1          | Лудогорец (Разград)        | Литекс (Ловеч) • Верея (Стара Загора)             | София Национален стадион „Васил Левски“ |
| 2018  | Славия (София)             | 0:0 (4:2 д.) | Левски (София)             | Ботев (Пловдив) • ЦСКА (София)                    | София Национален стадион „Васил Левски“ |
| 2019  | Локомотив (Пловдив)        | 1:0          | Ботев (Пловдив)            | Септември (София) • ЦСКА (София)                  | София Национален стадион „Васил Левски“ |
| 2020  | Локомотив (Пловдив)        | 0:0 (5:3 д.) | ЦСКА (София)               | Ботев (Пловдив) • Левски (София)                  | София Национален стадион „Васил Левски“ |
| 2021  | ЦСКА (София)               | 1:0          | Арда (Кърджали)            | Лудогорец (Разград) • Славия (София)              | София Национален стадион „Васил Левски“ |
| 2022  | Левски (София)             | 1:0          | ЦСКА (София)               | Лудогорец (Разград) • Славия (София)              | София Национален стадион „Васил Левски“ |
| 2023  | Лудогорец (Разград)        | 3:1          | ЦСКА 1948                  | Черно море (Варна) • Локомотив (София)            | София Национален стадион „Васил Левски“ |
| 2024  | Ботев (Пловдив)            | 3:2          | Лудогорец (Разград)        | ЦСКА (София) • Хебър (Пазарджик)                  | София Национален стадион „Васил Левски“ |
| 2025  | Лудогорец (Разград)        | 1:0          | ЦСКА (София)               | Ботев (Враца) • Черно море (Варна)                | София Национален стадион „Васил Левски“ |

1. Българската федерация по футбол анулира този финал и купата е отнета от ЦСКА с решение на Секретариата на ЦК на БКП. Двата клуба са разформировани. От следващия сезон на тяхно място се появат клубовете „Средец“ и „Витоша“. През 1990 Купата на България за сезон 1984/1985 е върната на ЦСКА.[3]
2. Финалът е прекратен в 76-ата мин. при резултат 1:0 за „Славия“. Тогава президентът на „Левски“ Томас Лафчис изважда отбора от терена, недоволен от съдийството на главния рефер М.Митрев. БФС присъжда купата и служебен резултат 4:0 в полза на „Славия“.[4]
3. Литекс е дисквалифициран от турнира след първия полуфинал заради неправомерното картотекиране на футболиста Радостин Кишишев[5]